# توبي كوسغروف
توبي كوسغروف (بالإنجليزية: Toby Cosgrove)‏ هو جراح أمريكي، ولد في 1940 في واتيرتاون في الولايات المتحدة.